# Лангенбах (Кузель)
Лангенбах (нім. Langenbach) — громада в Німеччині, розташована в землі Рейнланд-Пфальц. Входить до складу району Кузель. Складова частина об'єднання громад Глан-Мюнхвайлер.
Площа — 6,59 км2. Населення становить 449 ос. (станом на 31 грудня 2020).